# Oscar Bunth
August Fredrik Oscar Bunth, född 3 oktober 1844 i Lund, Malmöhus län, död 25 november 1912 i Växjö
, var en svensk kantor och klockare i Växjö församling.

## Biografi
Bunth blev 1882 kantor och organist i Växjö församling. Han bildade 1908 kören Växjö domkyrkokör.